# Doliops transverselineata
Doliops transverselineata är en skalbaggsart som beskrevs av Stefan von Breuning 1947. Doliops transverselineata ingår i släktet Doliops och familjen långhorningar.
Artens utbredningsområde är Filippinerna. Inga underarter finns listade i Catalogue of Life.